# Seven Tears
Seven Tears è un album in studio del gruppo musicale tedesco Golden Earring, pubblicato nel 1971 dalla Polydor.

## Tracce
1. "Silver Ships" - 5:40
2. "The Road Swallowed Her Name" - 4:07
3. "Hope" (Gerritsen, Hay) - 4:46
4. "Don't Worry" (Hay) - 3:20
5. "She Flies on Strange Wings" - 7:22
6. "This Is the Other Side of Life" - 3:19
7. "You're Better Off Free" - 6:44

## Formazione

### Gruppo
- George Kooymans – voce, chitarra
- Rinus Gerritsen – tastiere, basso
- Barry Hay – flauto, chitarra, voce
- Cesar Zuiderwijk – batteria